# Ambassador Airways
Ambassador Airways war eine britische Fluggesellschaft mit Sitz in Newcastle upon Tyne.

## Geschichte

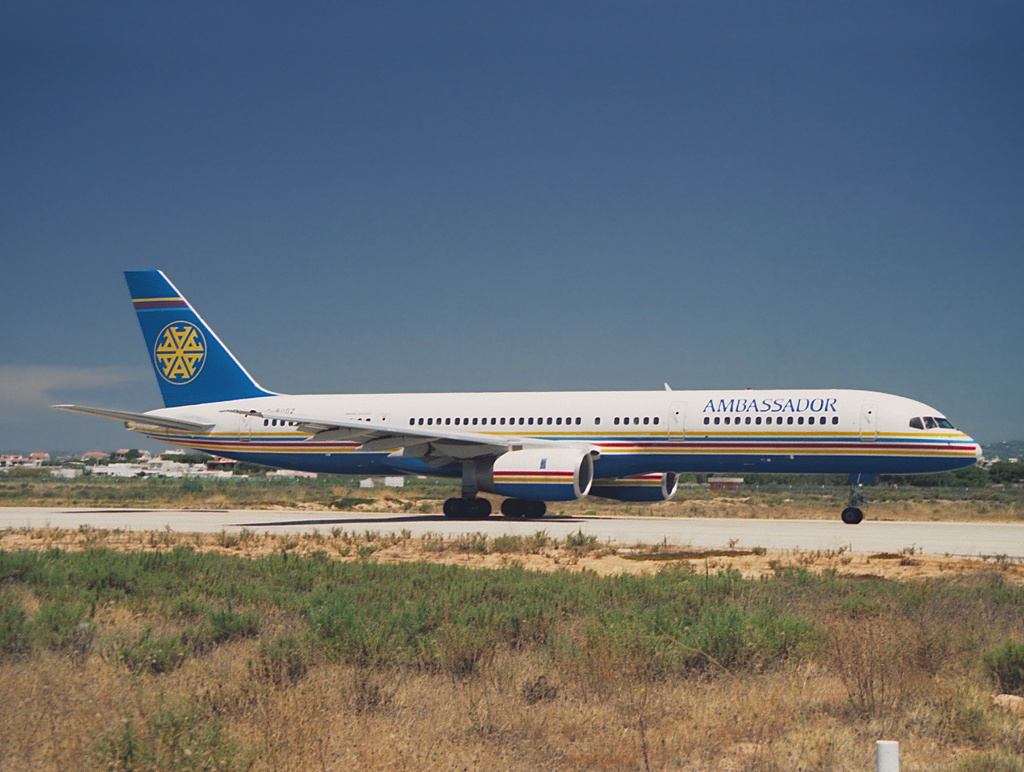
Eine Boeing 757-200 der Ambassador Airways

Ambassador Airways wurde im Februar 1992 gegründet, nachdem es durch den Wegfall der Air Europe zu Kapazitätsengpässen bei den britischen Reiseveranstaltern kam. Die Fluggesellschaft zeichnete Optionen für zwei Boeing 757, obwohl man noch keine Betriebsgenehmigung besaß.
Der Flugbetrieb wurde ab dem 21. Mai 1992 deshalb vorerst mit zwei von Caledonian Airways geleasten Boeing 757 durchgeführt, bis man die Betriebsgenehmigung im Frühjahr 1993 schließlich erhielt.
Bereits am 28. November 1994 musste der Flugbetrieb wieder eingestellt werden, da der hinter Ambassador Airways stehende Reiseveranstalter Best Leisure Travel in Konkurs gegangen war.

## Flugziele
Von den Drehkreuzen Newcastle, London Gatwick und Glasgow sowie verschiedenen anderen britischen Flughäfen flog man vornehmlich nach Zypern und Griechenland.

## Flotte

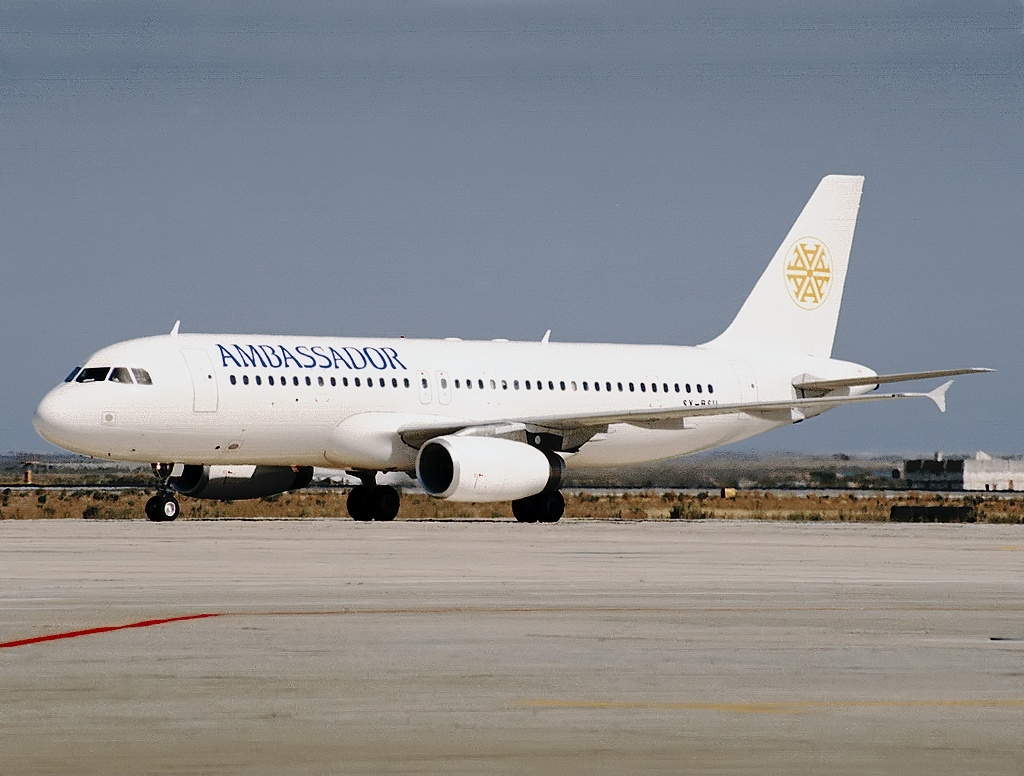
Ein Airbus A320-200 der Ambassador Airways in abgewandelter Bemalung

Die Flotte der Ambassador Airways bestand vor Betriebseinstellung aus den folgenden Flugzeugen:
| Flugzeugtyp     | Anzahl | Anmerkungen                      |
| --------------- | ------ | -------------------------------- |
| Airbus A320-200 | 2      | exklusiv für Goldcrest betrieben |
| Boeing 737-200  | 2      |                                  |
| Boeing 757-200  | 4      |                                  |
| Gesamt          | 8      |                                  |